# كأس البرازيل 2005
كأس البرازيل 2005 هو الموسم 17 من كأس البرازيل. أقيم خلال الفترة 2 فبراير 2005 وحتى 22 يونيو 2005، وأشرف على تنظيمه اتحاد البرازيل لكرة القدم، وكان عدد الأندية المشاركة فيه 64، وفاز فيه باوليستا.